# Кримський содовий завод
ПАТ «Кри́мський со́довий заво́д» — провідне підприємство з виробництва технічної кальцинованої соди в Україні, розташоване на півночі Кримського півострова в місті Красноперекопськ.

## Історія
Історія ПАТ «Кримський содовий завод» веде свій початок з 1967 року — дати початку його будівництва. У музеї підприємства зберігаються матеріали про вчених — дослідників Перекопських соляних озер і Сиваша, академіків Курнакова Н. С., Каблукова А. І. та інших, вчених — конструкторів, які спроектували завод, про будівельників, що забили перший кілочок, про фахівців і робітників, які брали участь у випуску першої тонни продукції, про директора споруджуваного заводу і всіх, хто очолював його в наступні роки, про становлення трудового колективу і його традиції.
- Введено в дію в 1973 році
- Проектна потужність — 698 тис. тонн/рік;
- Забезпечує близько 80 % потреби внутрішнього ринку України й 2,5 % світового ринку кальцинованої соди;
- Виробництво кальцинованої соди здійснюється за аміачним способом;
- ПАТ «Кримський содовий завод» входить до групи «Ostchem Holding», яка консолідує всі хімічні активи «Group DF»;
- Чистий прибуток в 2011 році — 46,4 млн гривень[1];

Через Російсько-українську війну станом на весну 2015 року перебуває у власності Росії.